# Phorcys
Numele de Phorcys se poate referi la următoarele:
- Un zeu al mării grec, fiul lui Pontus și al Gaiei. El este tatăl Hesperidelor, al nimfelor Thoosa și Scila, dar și al multor monștri, precum Graeaele, Gorgonele și dragonul Ladon. Ciclopul Polifem este nepotul său.
- Un lider al frigienilor în timpul Războiului Troian. El a fost ucis de Aiax.